# Marché central de Royan
Pour les articles homonymes, voir Marché central.
Le Marché central de Royan est l'un des monuments emblématiques de la ville de Royan, dans le département de la Charente-Maritime. Caractéristique de l'architecture moderniste en vigueur dans les années cinquante, il fut l'un des prototypes ayant servi de modèle au palais du CNIT, une des œuvres majeures du quartier de La Défense en région parisienne, ainsi qu'à un projet de marché non réalisé à Nanterre,. 
Il est classé au titre des monuments historiques depuis 2002.

## Description sommaire
Ce bâtiment en forme de coque ronde est édifié à partir de 1955 sur les plans des architectes Louis Simon et André Morisseau, en collaboration avec l'ingénieur René Sarger. Il succède à un marché couvert néo-classique construit en 1847 qui fut totalement détruit lors des bombardements de la ville en 1945. Ses lignes audacieuses reprennent la forme d'un coquillage prenant appui sur 13 points sans qu'aucun pilier intérieur ne vienne entraver la perspective, ce qui fut considéré comme une prouesse architecturale à l'époque. 
Sa voûte est composée d'un fin voile de béton mesurant à peine 8 centimètres d'épaisseur. Au sommet, une série d'ouvertures permet l'éclairage de l'espace grâce à un jeu de briques de verre reflétant la lumière. Le marché central a un diamètre de 52,40 mètres et sa hauteur au point le plus élevé est de 10,50 mètres. 
Sérieusement endommagé lors du passage de l'ouragan Martin en 1999, il fut restauré en 2003. Peu après, le quartier environnant, faisant la liaison entre le boulevard Aristide-Briand et les boulevards extérieurs, a été totalement repensé à la suite de violentes inondations dues à la présence d'une rivière canalisée à cet endroit : le Font de Cherve. Les travaux se sont terminés en 2006 par le réaménagement du parvis du marché.

L'intérieur du marché central.